# Typhlops titanops
Typhlops titanops là một loài rắn trong họ Typhlopidae. Loài này được Thomas mô tả khoa học đầu tiên năm 1989.